# Trans-la-Forêt
Pour les articles homonymes, voir Trans.
Trans-la-Forêt est une commune française située dans le département d'Ille-et-Vilaine en région Bretagne, peuplée de 638 habitants.

## Géographie
Trans-la-Forêt se situe au sud de l'ancien canton de Pleine-Fougères, qui lui-même borde la baie du mont Saint-Michel (les polders de Saint-Georges-de-Gréhaigne, Saint-Broladre et Roz-sur-Couesnon ont été gagnés au XIXe siècle sur la dite baie). La commune de Trans-la-Forêt doit son nom aux bois qui occupent sa partie méridionale et qui constituent une partie de la forêt de Villecartier.
La commune est à dominante rurale avec une population de 590 habitants, où l'agriculture occupe une place importante. Elle est traversée par deux ruisseaux, le Petit Hermitage qui vient de l'étang de Ville-Cartier et qui coupe la RD 155 sur la route de Saint-Malo à Fougères, et le ruisseau du Chesnelais qui prend sa source au lieu-dit la Chesnelais sur la route vers Combourg ; ces deux ruisseaux se rejoignent ensuite sur le banc de Pleine-Fougères (près de Beaurepére) au marais du Mesnil. S'ajoute à eux le ruisseau du Pas-Gérault venant de Sains, là le cours d'eau part rejoindre le Couesnon au Pont des Barres sur la route de Pontorson à Sougéal. À l'ouest de la commune, le Guyoult fait fonction de limite avec la commune de La Boussac.

### Communes limitrophes
| La Boussac | Pleine-Fougères     |            |
| Broualan   | Trans-la-Forêt      | Vieux-Viel |
| Cuguen     | Bazouges-la-Pérouse |            |

### Hydrographie
Pour un article plus général, voir Réseau hydrographique d'Ille-et-Vilaine.
La commune est située dans le bassin Loire-Bretagne. Elle est drainée par le Guyoult, la Chênelais, le ruisseau du Petit hermitage et le ruisseau de la Chênelais,,.
Le Guyoult, d'une longueur de 33 km, prend sa source dans la commune de Cuguen et se jette  dans la Manche en limite du Vivier-sur-Mer et de Mont-Dol, après avoir traversé dix communes. 
La Chênelais, d'une longueur de 13 km, prend sa source dans la commune  et se jette  dans le Couesnon à Pleine-Fougères, après avoir traversé trois communes. 

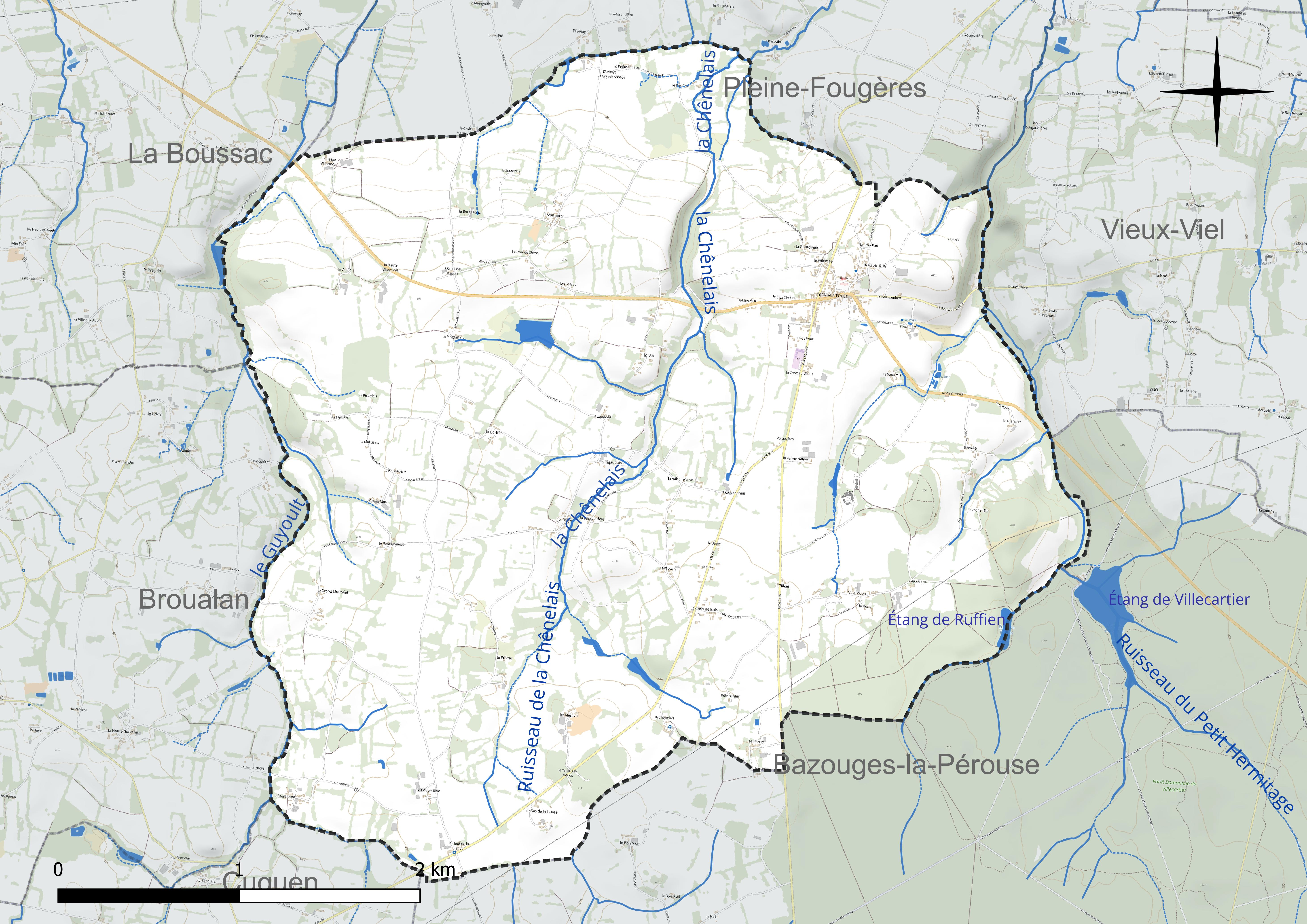
Réseau hydrographique de Trans-la-Forêt.

Un plan d'eau complète le réseau hydrographique : l'étang de Ruffien, d'une superficie totale de 1,2 ha (0,7 ha sur la commune),.

### Climat
Pour des articles plus généraux, voir Climat de la Bretagne et Climat d'Ille-et-Vilaine.
En 2010, le climat de la commune est de type climat océanique franc, selon une étude du CNRS s'appuyant sur une série de données couvrant la période 1971-2000. En 2020, Météo-France publie une typologie des climats de la France métropolitaine dans laquelle la commune est exposée à un climat océanique et est dans la région climatique  Bretagne orientale et méridionale, Pays nantais, Vendée, caractérisée par une faible pluviométrie en été et une bonne insolation. Parallèlement l'observatoire de l'environnement en Bretagne publie en 2020 un zonage climatique de la région Bretagne, s'appuyant sur des données de Météo-France de 2009. La commune est, selon ce zonage, dans la zone « Intérieur Est », avec des hivers frais, des étés chauds et des pluies modérées.  
Pour la période 1971-2000, la température annuelle moyenne est de 11,2 °C, avec une amplitude thermique annuelle de 12,5 °C. Le cumul annuel moyen de précipitations est de 915 mm, avec 13,4 jours de précipitations en janvier et 8,6 jours en juillet. Pour la période 1991-2020, la température moyenne annuelle observée sur la station météorologique la plus proche, située sur la commune de Pontorson à 9 km à vol d'oiseau, est de 11,9 °C et le cumul annuel moyen de précipitations est de 821,3 mm,. Pour l'avenir, les paramètres climatiques de la commune estimés pour 2050 selon différents scénarios d'émission de gaz à effet de serre sont consultables sur un site dédié publié par Météo-France en novembre 2022.

## Urbanisme

### Typologie
Au 1er janvier 2024, Trans-la-Forêt est catégorisée commune rurale à habitat dispersé, selon la nouvelle grille communale de densité à sept niveaux définie par l'Insee en 2022.
Elle est située hors unité urbaine et hors attraction des villes,.

### Occupation des sols
L'occupation des sols de la commune, telle qu'elle ressort de la base de données européenne d'occupation biophysique des sols Corine Land Cover (CLC), est marquée par l'importance des territoires agricoles (88,1 % en 2018), une proportion identique à celle de 1990 (88,1 %). La répartition détaillée en 2018 est la suivante : 
zones agricoles hétérogènes (52,8 %), prairies (22,4 %), terres arables (13 %), forêts (9,4 %), zones urbanisées (2,4 %). L'évolution de l'occupation des sols de la commune et de ses infrastructures peut être observée sur les différentes représentations cartographiques du territoire : la carte de Cassini (XVIIIe siècle), la carte d'état-major (1820-1866) et les cartes ou photos aériennes de l'IGN pour la période actuelle (1950 à aujourd'hui).

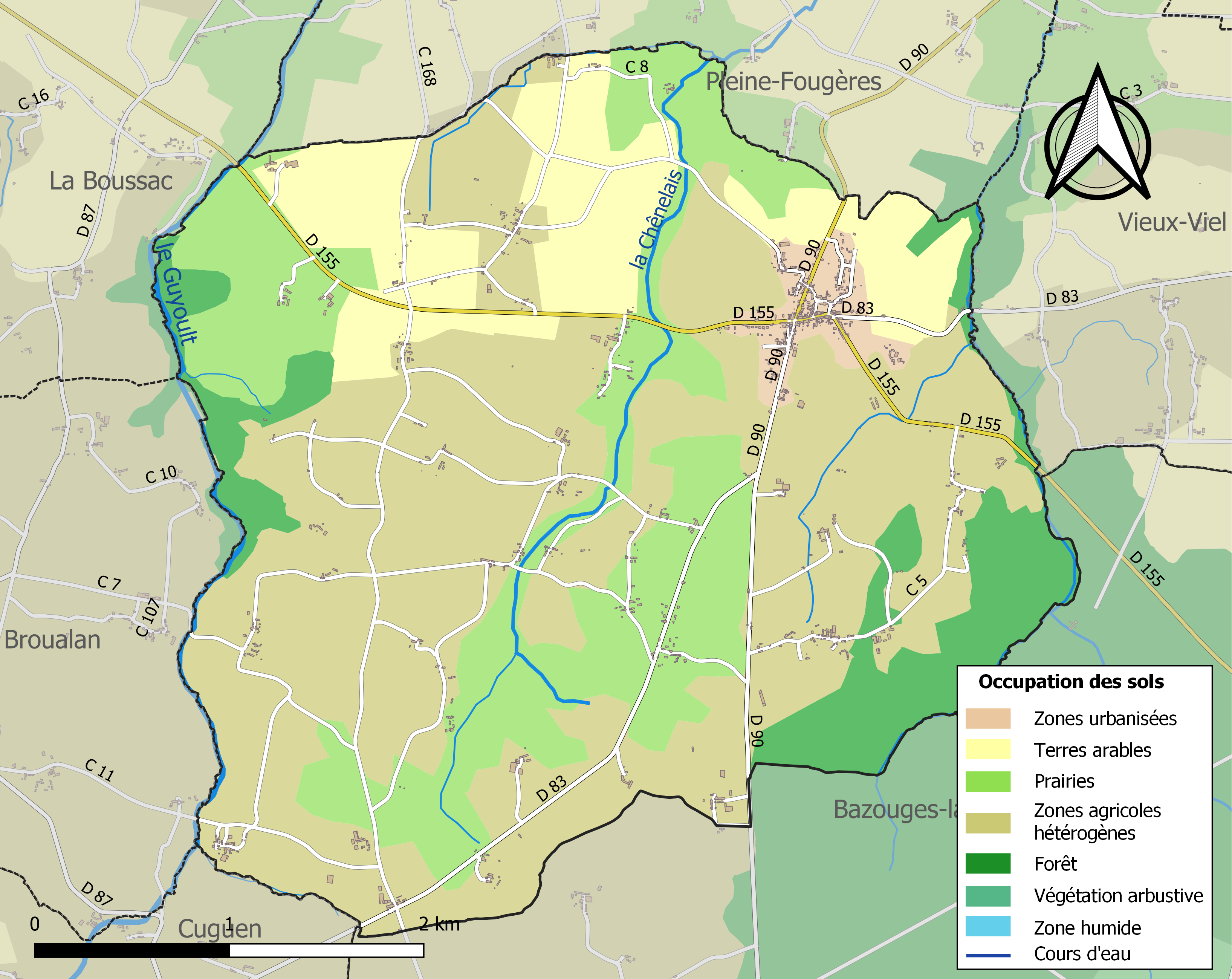
Carte des infrastructures et de l'occupation des sols de la commune en 2018 (CLC).

## Toponymie
Le nom de la localité est attesté sous les formes Traan en 1455, parochia de Trano au XVe siècle, ecclesia de Traneio en 1516[réf. nécessaire].
La référence à « la Forêt » est rajoutée le 7 août 1996.
Voir Trans (Mayenne)

## Histoire

### Moyen-Âge
Lors de la bataille de Trans, en 939, les Bretons de Juhel Béranger et d'Alain Barbetorte sont victorieux contre les Vikings, alors que Guillaume Longue-Épée occupa cette partie de la Bretagne de 932 à 940. Cette date du 1er août est célébrée longtemps après en Bretagne.
Aujourd'hui, on peut encore observer les traces des deux camps fortifiés aux environs de l'étang de Ruffien. Des fossés entourent deux espaces qui devaient être entourés d'une palissade.
En 1235, la famille de Villeneuve dont les de La Villarmois sont les descendants, est citée dans les archives de la noblesse.

### Temps modernes
Entre le XVIe et le XVIIIe siècle règne sur la ville de Trans la seigneurie du Bois Baudry. Francois du Bois Baudry épousa en 1505, à Rennes, Isabeau de Sevigné. Leur fils Christophe du Bois Baudry épousa en 1540 Olive Brunel, ils donnèrent naissance à Pierre du Bois Baudry qui épousa en premières noces Massée Bouttier puis en secondes noces (1580) Renée Levoyer. Leur fils Claude du Bois Baudry (1582-1626) seigneur de Trans marié en 1608 à Catherine Dugouray donna naissance à Olivier du Bois Baudry (1609-1659). Ce dernier épousa Juliette De Rommiley en premières noces (1643) puis Denise Delaporte (1647). De leurs enfants, naquit Francois Du Bois Baudry (1651) seigneur de Trans marié à Renée Lepape noble et haute dame du Bois Baudry.

### Révolution française
La population de la commune est favorable aux changements apportés par la Révolution française, surtout après la fin de la Terreur. La principale fête révolutionnaire est celle célébrant l'anniversaire de l'exécution de Louis XVI, accompagnée d'un serment de haine à la royauté et à l'anarchie, fêtée à partir de 1795 ; on célébrait aussi à cette époque révolutionnaire la fondation de la Ire République (21 septembre) et la fête de la Jeunesse (printemps).

### LeXXesiècle

#### La Belle Époque
La ligne de tramways allant de Sens à Pleine-Fougères, longue de 26,9 km (une ligne du 2e réseau des Tramways d'Ille-et-Vilaine) et passant par Bazouges-la-Pérouse et Trans ouvre en 1905 ; elle ferma en 1937.

#### La Seconde Guerre mondiale
Le 2 août 1944, la commune est libérée par le Combat Command A, de la 6th Armored Division[réf. nécessaire].

## Politique et administration
| Période                                  | Période          | Identité           | Étiquette | Qualité |
| ---------------------------------------- | ---------------- | ------------------ | --------- | --- |
| Les données manquantes sont à compléter. |                  |                    |           | |
| mai 1937                                 | 1970 (démission) | Pierre Roullier    | Soc.ind.  | Maire honoraire |
| 1972                                     | mars 1983        | Jean Joubert       |           | |
| mars 1983                                | juin 1995        | Georges Sauvée     |           | Ingénieur SNCF retraité |
| juin 1995                                | mars 2014        | Jean-Louis Helleux | PS        | Professeur de collège, maire honoraire Vice-président puis président de la CC de la baie du Mont-Saint-Michel (1995 → 1998) |
| mars 2014                                | En cours         | Janine Lejanvre    | DVD       | Commerçante retraitée Réélue pour le mandat 2020-2026                                                                       |

## Démographie
L'évolution du nombre d'habitants est connue à travers les recensements de la population effectués dans la commune depuis 1793. Pour les communes de moins de 10 000 habitants, une enquête de recensement portant sur toute la population est réalisée tous les cinq ans, les populations de référence des années intermédiaires étant quant à elles estimées par interpolation ou extrapolation. Pour la commune, le premier recensement exhaustif entrant dans le cadre du nouveau dispositif a été réalisé en 2006.
En 2022, la commune comptait 638 habitants, en évolution de +8,87 % par rapport à 2016 (Ille-et-Vilaine : +5,46 %, France hors Mayotte : +2,11 %).
| 1793  | 1800  | 1806  | 1821  | 1831  | 1836  | 1841  | 1846  | 1851  |
| ----- | ----- | ----- | ----- | ----- | ----- | ----- | ----- | ----- |
| 1 118 | 1 131 | 1 152 | 1 131 | 1 246 | 1 266 | 1 334 | 1 410 | 1 504 |

| 1856  | 1861  | 1866  | 1872  | 1876  | 1881  | 1886  | 1891  | 1896  |
| ----- | ----- | ----- | ----- | ----- | ----- | ----- | ----- | ----- |
| 1 550 | 1 588 | 1 561 | 1 507 | 1 562 | 1 586 | 1 476 | 1 420 | 1 336 |

| 1901  | 1906  | 1911  | 1921  | 1926  | 1931  | 1936 | 1946 | 1954 |
| ----- | ----- | ----- | ----- | ----- | ----- | ---- | ---- | ---- |
| 1 305 | 1 269 | 1 219 | 1 024 | 1 054 | 1 008 | 955  | 874  | 889  |

| 1962 | 1968 | 1975 | 1982 | 1990 | 1999 | 2006 | 2011 | 2016 |
| ---- | ---- | ---- | ---- | ---- | ---- | ---- | ---- | ---- |
| 810  | 747  | 670  | 637  | 594  | 583  | 564  | 539  | 586  |

| 2021 | 2022 | - | - | - | - | - | - | - |
| ---- | ---- | - | - | - | - | - | - | - |
| 622  | 638  | - | - | - | - | - | - | - |

## Économie
Au XXe siècle, des ouvriers étaient ramassés en car pour se rendre dans l'usine Citroën de Rennes à La Janais.

## Lieux et monuments

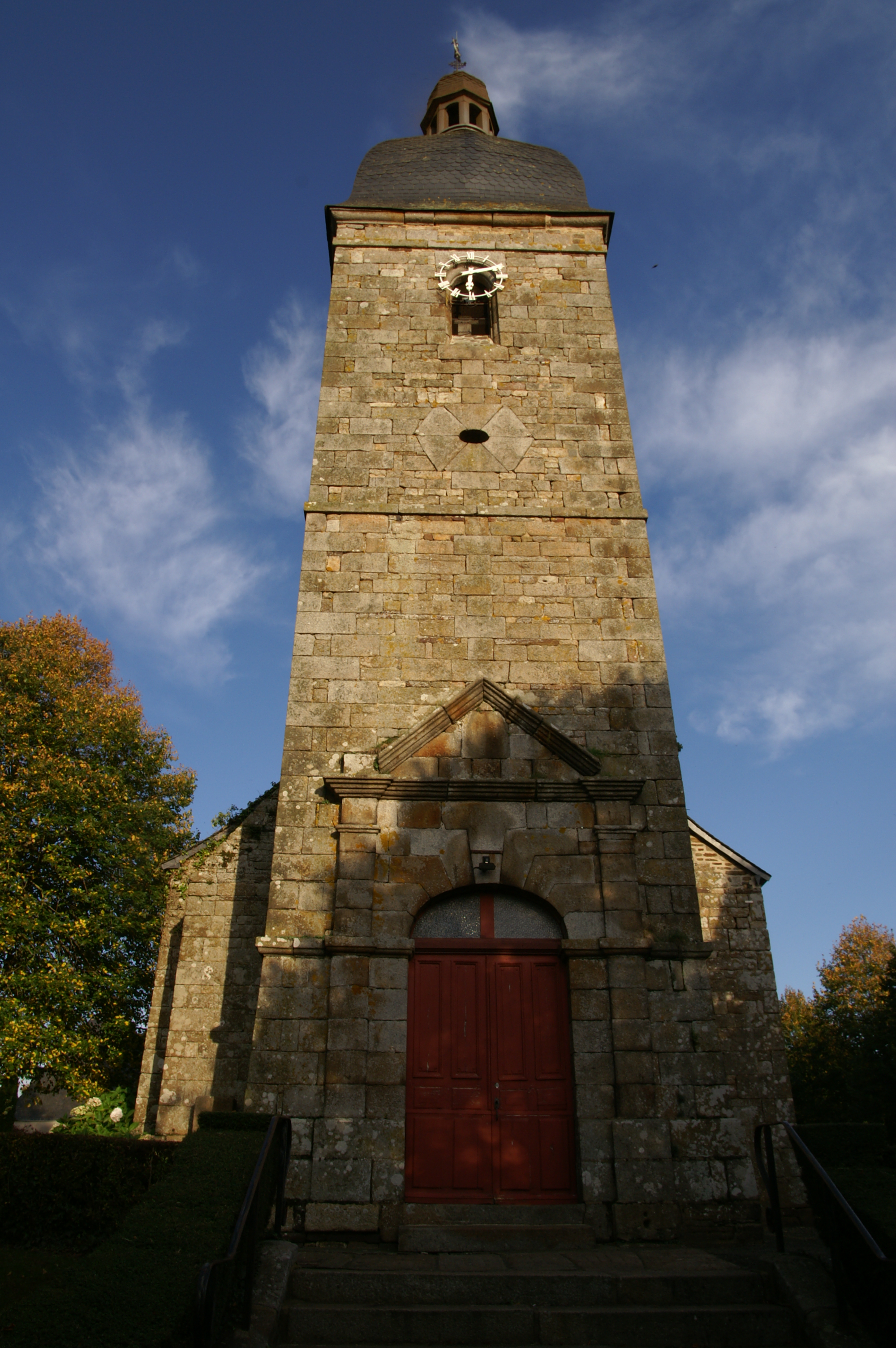
L'église Saint-Pierre.

La commune de Trans-la-Forêt possède de nombreux petits monuments, certains aussi anciens que le menhir de Ville-Pican, d'autres plus récents comme ces croix qui jalonnent les chemins. Mais ce qui donne son charme au bourg, c'est son église, une des plus anciennes du secteur, dont certaines parties remontent au XVe siècle.

## Personnalités liées à la commune
Alain Rémond, ex-journaliste à Télérama, a vécu à Trans dans les années 1950. Il en a tiré un livre, Chaque jour est un adieu, où il raconte son enfance. Il a également travaillé pour Marianne où il avait sa rubrique Faut Voir en fin du magazine.

## Héraldique
| Blason à dessiner | Blason  | Écartelé : aux 1er et 4e d'or au chêne de gueules feuillé de sinople, aux 2e et 3e de sinople à la hache d'armes d'argent passée en sautoir avec une épée basse du même. |
| Blason à dessiner | Détails | Le statut officiel du blason reste à déterminer. |